# Суму-абум
Суму-абум — царь Вавилона, правил приблизительно в 1895 — 1881 годах до н. э., основатель I Вавилонской (аморейской) династии.
Сын Дадбанаи. Вождь аморейского племени яхрурум.

## Биография

Древнее Междуречье

Как и все аморейские вожди, Суму-абум имел за собой длинную генеалогию пастушеских предков. Впрочем, в этой генеалогии не все имена легендарные, предшественник Суму-абума Дадбаная и ещё пять-семь его предков, вероятно, действительно существовали и правили, правда не обязательно Вавилоном, а скорее всего только племенем яхрурум, которое иногда, вероятно, подчиняло своей власти и какой-либо из окрестных городов, но в обычное время владело лишь шатрами пастухов, стадами и водопоями.
Суму-абум захватил город Вавилон и укрепил его, возведя крепостные сооружения, и прорыл несколько каналов для обеспечения города водой. Новое царство Вавилон первоначально было не велико по размерам; южная граница этого царства проходила примерно в 30 км от Вавилона, около Дильбата.
Вторым годом правления Суму-абума (ок. 1894/1893 год до н. э.) датируется один из документов из Дильбата, на другом дата не сохранилась. В 3-м году своего правления (ок. 1893/1892 год до н. э.) Суму-абум закрепился в городе Кибальмашда, отождествляемым с Элип (где то между Дильбатом и Кишем). На 9-м году (ок. 1887/1886 год до н. э.) он укрепил Дильбат. На 13-м (ок. 1883/1882 год до н. э.) Суму-абум захватил и разрушил город Казаллу.
Однако с соседним Кишем, отстоявшим всего на 15 км от Вавилона к востоку, Суму-абум старался поддерживать добрые отношения и даже преподносил его верховному богу Забабе подарки.
Правил Суму-абум 14 лет.

## Список датировочных формул Суму-абума
|                             | |
| 1 год 1895 / 1894 до н. э.  | a Год, когда Суму-абум [стал] царём YBC 8976 mu su-mu-a-bu-um lugal b Год, когда великая городская стена Вавилона (шум. Кадингирра) была построена RlA 2 175, 1 mu bad3 gal ka2-dingir-raki ba-du3                                                          |
| 2 год 1894 / 1893 до н. э.  | Год, после года, когда великая городская стена Вавилона была построена RlA 2 175, 2 mu us2-sa bad3 gal ka2-dingir-raki ba-du3 |
| 3 год 1893 / 1892 до н. э.  | a Год, когда городская стена Элипа была захвачена RlA 2 175, 3 шум. mu bad3 e-li-ipki ba-dab5 / аккад. isy-sya-ab-tu3 b Год, когда городская стена Кибальмашда (отождествляется с Элип) была захвачена mu bad3 ki-bal-masz-da3ki / ki-bal-bar-ru2ki ba-dab5 |
| 4 год 1892 / 1891 до н. э.  | Год, когда храм Нин-Исины был построен RlA 2 175, 4 mu e2-dnin-si-in-na ba-du3 |
| 5 год 1891 / 1890 до н. э.  | Год, когда [храм] Нанны Эмаш был построен RlA 2 175, 5 mu e2-mah dnanna ba-du3 |
| 6 год 1890 / 1889 до н. э.  | Год, после года, когда [храм] Эмаш был построен RlA 2 175, 6 mu us2-sa e2-mah ba-du3 |
| 7 год 1889 / 1888 до н. э.  | Второй год, после года, когда [храм] Нанны Эмаш был построен RlA 2 175, 7 mu us2-sa us2-sa-bi e2-mah dnanna ba-du3 |
| 8 год 1888 / 1887 до н. э.  | Год, когда [Суму-абум] сделал большие двери из кедра для храма Нанны RlA 2 175, 8 mu giszig eren gu-la e2-dnanna-ra mu-un-na-dim2-ma |
| 9 год 1887 / 1886 до н. э.  | Год, когда городская стена Дильбата была построена RlA 2 175, 9 mu bad3 dil-batki ba-du3 |
| 10 год 1886 / 1885 до н. э. | Год, когда [Суму-абум] воздвиг для [города] Киша его стены [достигающие] небес mu bad3-an-ne kiszki mu-un-na-dim2-ma |
| 11 год 1885 / 1884 до н. э. | Год, после года, когда [Суму-абум] воздвиг для [города] Киша его стены [достигающие] небес RlA 2 175, 11 mu us2-sa bad3-an-ne kiszki mu-un-na-dim2-ma |
| 12 год 1884 / 1883 до н. э. | Год, в котором [Суму-абум] сделал жертвенный алтарь для богов RlA 2 175, 12 mu giszbanszur dingir-re-ne-ke4 mu-un-na-dim2-ma |
| 13 год 1883 / 1882 до н. э. | a Год, когда Суму-абум разрушил / захватил Казаллу RlA 2 175, 13 mu ka-zal-luki su-mu-a-bi-im ba-an-hul / in-dab5 b Год, когда Казаллу был разграблен / захвачен szanat ka-zal-luki i-sya-ab-tu                                                             |
| 14 год 1882 / 1881 до н. э. | Год, после года, когда Казаллу был разрушен RlA 2 175, 14 mu us2-sa-a-bi ka-zal-luki ba-hul |

| I Вавилонская (аморейская) династия |                                                        |                       |
| Предшественник: —                   | царь Вавилона ок. 1895 — 1881 до н. э. (правил 14 лет) | Преемник: Суму-ла-Эль |